# Mộng Tuyết
Mộng Tuyết (1914-2007), tên thật Thái Thị Úc; là một nhà thơ, nhà báo Việt Nam nổi danh từ thời tiền chiến.
Các bút hiệu khác của bà là: Hà Tiên cô, Nàng Út, Bách Thảo Sương, Bân Bân nữ sĩ, Thất Tiểu Muội. Mộng Tuyết là thành viên của nhóm "Hà Tiên tứ tuyệt" gồm: Đông Hồ, Mộng Tuyết, Lư Khê và Trúc Hà.

## Tiểu sử
Mộng Tuyết sinh ngày 9 tháng 1 năm 1914 ở làng Mỹ Đức, tỉnh Hà Tiên (nay thuộc phường Mỹ Đức, Thành phố Hà Tiên, tỉnh Kiên Giang).
Năm 12 tuổi, Mộng Tuyết bắt đầu tập làm văn ở Trí Đức Học Xá của thi sĩ Đông Hồ. Các sáng tác trong thời kỳ này, sau được tập hợp với nhan đề Bông Hoa Đua Nở đăng ở Nam Phong tạp chí năm 1930.
Năm 1939, Mộng Tuyết được bằng khen về thơ của Tự Lực Văn Đoàn với thi phẩm Phấn hương rừng, và bắt đầu nổi tiếng từ đó.
Năm 1943, bà cùng với Anh Thơ, Vân Đài, Hằng Phương xuất bản tập thơ Hương xuân. Đây là tuyển tập thơ nữ đầu tiên ở Việt Nam.
Những năm 50, bà cùng chồng là thi sĩ Đông Hồ lên Sài Gòn mở nhà sách, nhà xuất bản Bốn Phương, Yiễm Yiễm thư trang.
Tháng 3 năm 1969, chồng mất, bà lui về sống ẩn dật tại quận Tân Bình. Sau năm 1995, bà lui về sống đến hết đời tại Nhà lưu niệm thi sĩ Đông Hồ ở tại thị xã Hà Tiên (nay thuộc Thành phố Hà Tiên, tỉnh Kiên Giang).
Mộng Tuyết mất ngày 1 tháng 7 năm 2007 tại Bệnh viện Đa khoa Kiên Giang.

## Tác phẩm
- Phấn hương rừng 1939, được tặng giải “Khen tặng” của Tự Lực văn đoàn
- Đường vào Hà Tiên (tùy bút, 1960)
- Nàng Ái Cơ trong chậu úp (tiểu thuyết lịch sử, 1961)
- Truyện cổ Đông Tây (1969)
- Dưới mái trăng non (thơ, 1969)
- Núi mộng gương hồ (hồi ký ba tập, Nhà xuất bản Trẻ, 1998)

Ngoài ra, bà còn dịch thơ và viết khảo cứu văn học.
Thơ, tùy bút, truyện ngắn của bà thường đăng trên các báo: Tiểu thuyết Thứ Năm, Hà Nội Báo, Con Ong, Đông Tây, Trung Bắc Chủ Nhật, Tri Tân, Gió Mùa, ánh Sáng, Nhân Loại.

## Nhận xét

Thủ bút Mộng Tuyết (Hà Tiên, 2003)

Tuy viết nhiều thể loại, nhưng Mộng Tuyết được biết chủ yếu như một nhà thơ. Thơ của bà, như Hoài Thanh, Hoài Chân từng nhận xét:
Còn thơ, hoặc nhẹ nhàng dí dỏm, hoặc hàm xúc lâm ly, hoặc nhớ nhung bát ngát, hoặc xôn xao rạo rực, tổng chi là lời một thiếu nữ, khi tình tự, khi đùa giỡn, khi tạ lòng người yêu. Người xem thơ bỗng thấy lòng run run như khi được đọc thư tình gửi cho một người bạn: người thấy mình đã phạm vào chỗ riêng tây của một tâm hồn, trong tay như đương nắm cả một niềm ân ái.
Trong Văn thi sĩ tiền chiến, Nguyễn Vỹ đánh giá:
Nhất là văn xuôi, Mộng Tuyết viết rất ngọt ngào, chải chuốt, ảnh hưởng nhiều bởi những chuyện Tàu...Thơ của Mộng Tuyết cũng khác thơ Đông Hồ, nó gói ghém nhiều thi tứ hơn, ý nhị hơn.
Sách Tự điển Tác gia Văn hóa Việt Nam khen ngợi:
Thơ bà chuẩn mực, trong sáng, hồn nhiên đượm vẻ ngọt ngào như tiếng nói dịu dàng của những cô gái có học nơi khuê phòng...:Khởi đi từ Bà Huyện Thanh Quan, Đoàn Thị Điểm, Tương Phố...đến Mộng Tuyết... Tất cả đã để lại cho đời những vần thơ nho nhỏ mà trác tuyệt...
Ngoài ra, Mộng Tuyết còn có những vần thơ nhiều cảm xúc, nói lên sự kiện đau thương mà anh dũng của dân tộc Việt như: "Mười khúc đoạn trường", "Dưới cờ" (1945), "Chiếc lá thị thành" (1947). Trích một đoạn:
Đây một tờ thư của thị thành
Thả về thăm hỏi chiến khu xanh.
Hỡi anh chiến sĩ mùa thu trước,
Hơn một mùa thu bận chiến tranh.
Lẫm liệt rừng thu gió tải về
Bao tờ lá đỏ chiến công ghi.
Bao tờ lá đỏ đề lời máu,
Thề quyết thành công một chuyến đi…
(Chiếc lá thị thành)
Mộng Tuyết và Đông Hồ là hai nhà thơ mới tiêu biểu của miền Nam Việt Nam.